# Bjørnsund

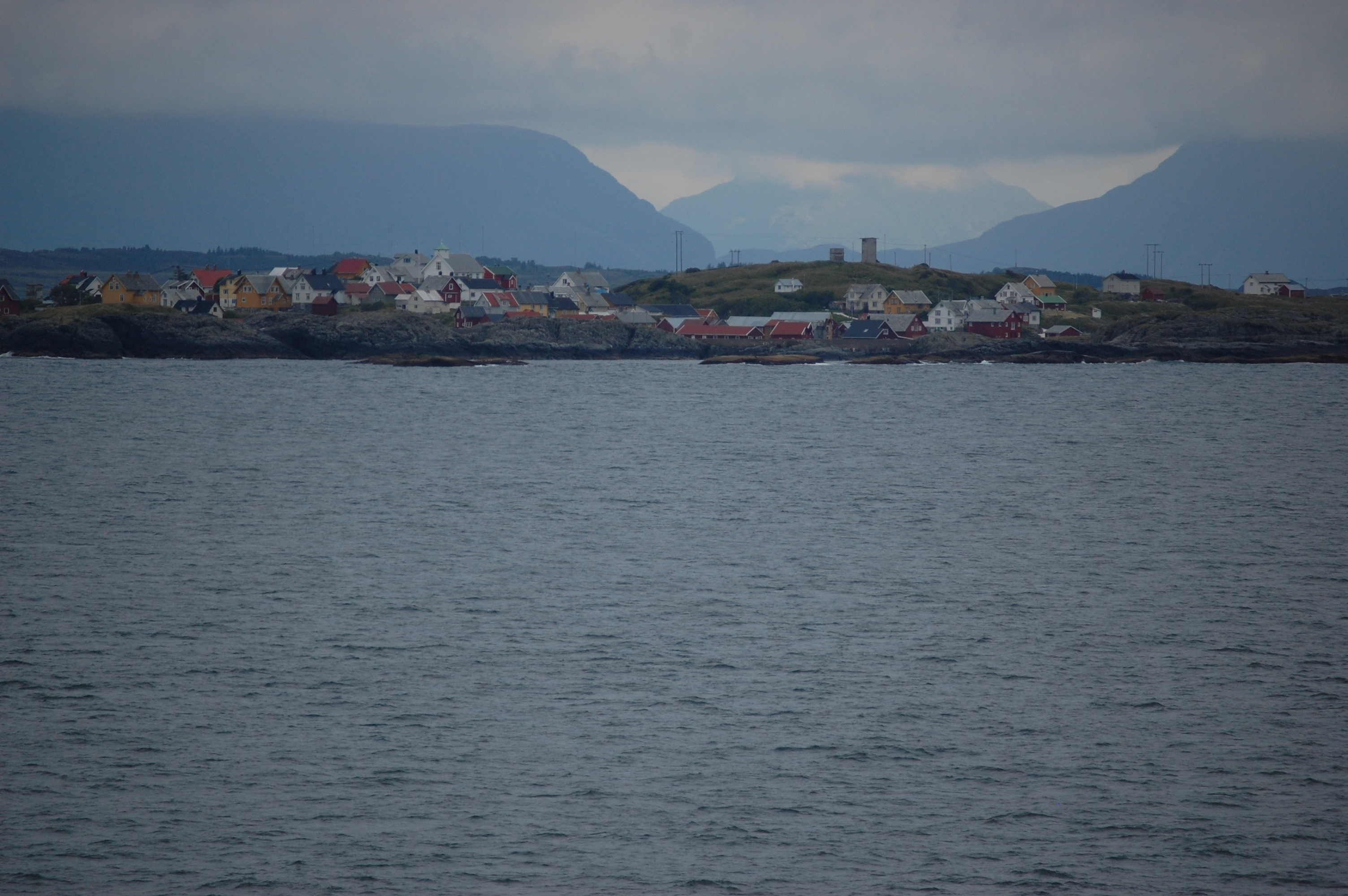
Blick auf Bjørnsund, 2008

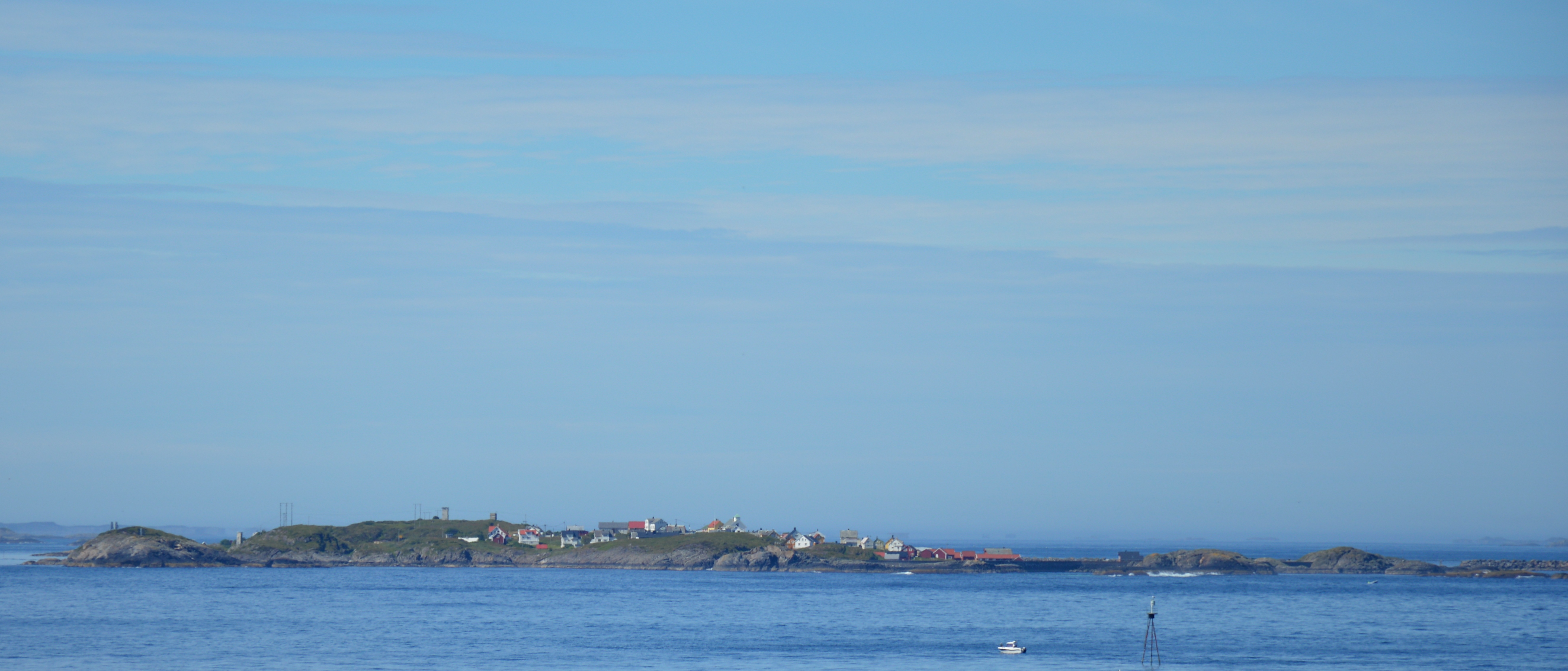
Blick von Bud, 2017

Bjørnsund ist eine Inselgruppe im Europäischen Nordmeer und gehört zur Gemeinde Hustadvika in der norwegischen Provinz Møre og Romsdal.

## Lage
Sie liegt etwa vier Kilometer westlich vor dem Festlandsdorf Bud im südlichen Ende des Seegebiets Hustadvika, nördlich der Insel Gossa.
Auf den Inseln liegen die Fischerdörfer Nordre Bjørnsund und Søre Bjørnsund. Im nördlichen Teil der Inselgruppe befindet sich die Insel Moøya, auf der der Leuchtturm Bjørnsund fyr steht.

## Wirtschaft
Wirtschaftlich hatte der Fischfang für die Inseln eine große Bedeutung. Durch die Lage an wichtigen Wasserstraßen hatte Bjørnsund auch eine zentrale Bedeutung. 1930 lebten auf den Inseln 616 Menschen. Im Rahmen der Modernisierung der Fischindustrie veränderte sich die wirtschaftliche Situation. Von staatlicher Seite wurde eine Zentralisierungspolitik betrieben, mit der unwirtschaftliche Standorte aufgegeben werden sollten. Problematisch war darüber hinaus der Mangel von Trinkwasser auf den Inseln. 1971 wurde beschlossen, die Inseln als dauerhaften Wohnort aufzugeben.
Die Häuser der Insel werden heute als Sommerhäuser genutzt. In Nordre Bjørnsund wird im Frühling und Herbst ein Schullager für etwa 1500 Jugendliche durchgeführt. Am Kai des Orts besteht ein Sommercafé.

## Verkehr
Einige der Insel sind miteinander durch Brücken verbunden. Während der Sommerferien bestand mit dem Boot Øybjørn eine regelmäßige Bootsverbindung von und nach Bud. 2019 wurde das neue Boot Meløtytind mit 48 Plätzen eingesetzt, das jedoch nach der Saison verkauft wurde. Ab 2020 wurde die Fährverbindung eingestellt. Bei Bedarf kann das Boot der Schule angemietet werden.